# Il segreto delle tre punte
Il segreto delle tre punte è un film del 1952 diretto da Carlo Ludovico Bragaglia.
Tipico esempio di cappa e spada, il film è noto anche con il titolo alternativo I cospiratori della Conca d'oro.

## Trama
1868. Massimo Dal Colle, ufficiale piemontese in congedo, si reca in Sicilia per intraprendere la professione di avvocato. Una volta sull'isola la sua diligenza viene assalita da una banda di briganti al soldo dei ribelli anti-Savoia. Durante la rapina, l’anomalo comportamento di uno dei passeggeri insospettisce Massimo ed infatti, al successivo posto di guardia il sospettato viene catturato ed ucciso dai soldati piemontesi. Il loro comandante è il vecchio colonnello di Dal Colle che, ritrovandolo, gli chiede di assumere l’identità del morto per infiltrarsi tra i congiurati.  Massimo presto scoprirà che il loro capo è il Duca di Melìa, fratello di Gianna, la bella viaggiatrice della quale si era innamorato sulla diligenza.  Gli eventi precipitano culminando in un sanguinoso conflitto a fuoco che vede i piemontesi prevalere. Questi però, credono per sbaglio che Massimo sia uno dei congiurati filo-borbonici e lo portano davanti alla corte marziale. Non potendo contare sulla testimonianza dei pochi a conoscenza della sua vera identità, periti nel conflitto, Dal Colle viene inesorabilmente condannato. In extremis però, irrompe in aula, a testimoniare la verità, il padre del brigante dal quale i congiurati avevano creduto di essere stati traditi e che Melìa aveva frettolosamente ucciso prima che proprio Massimo ne riabilitasse l’onore.

## Produzione
La pellicola venne girata a Roma, negli stabilimenti di Cinecittà.

## Distribuzione
Il film venne distribuito nel circuito cinematografico italiano il 26 settembre del 1952.